# 아메데 프랑수아 라미
아메데-프랑수아 라미(Amédée-François Lamy)는 프랑스의 군 장교였다. 그는 1858년 2월 7일 프랑스 데파르트망인 알프마리팀주의 무쟁에서 태어나 1900년 4월 22일 쿠세리 전투에서 프랑스의 탐험가 장교로 전사했다.

## 전기

### 가문 배경
그는 낭시 출신의 조제프 소스텐 라미 중위(1818–1891)와 오래되고 저명한 프로방스 가문 출신의 엘리자베스 지로의 아들이었다. 엘리자베스 지로의 아버지인 공증인 루이 지로는 그라스 출신의 오노린 쿠르메와 결혼했는데, 오노린은 1830년부터 1835년까지 그라스 시장이었던 클로드-마리 쿠르메의 딸이었다.

### 초기 시절
장교가 되고자 하는 라미의 야망은 아주 일찍부터 싹텄다. 열 살 때 그는 프리타네 국립 군사 학교에 입학하여 그곳에서 모든 데파르트망 학교의 전체 경시 대회에서 지리 부문 1등상을 수상했는데, 이는 그의 미래 식민지 경력의 가능성을 보여주는 징후였다. 1877년에 그는 프랑스 최고의 사관학교인 생시르 사관학교에 입학했다.

### 군 경력

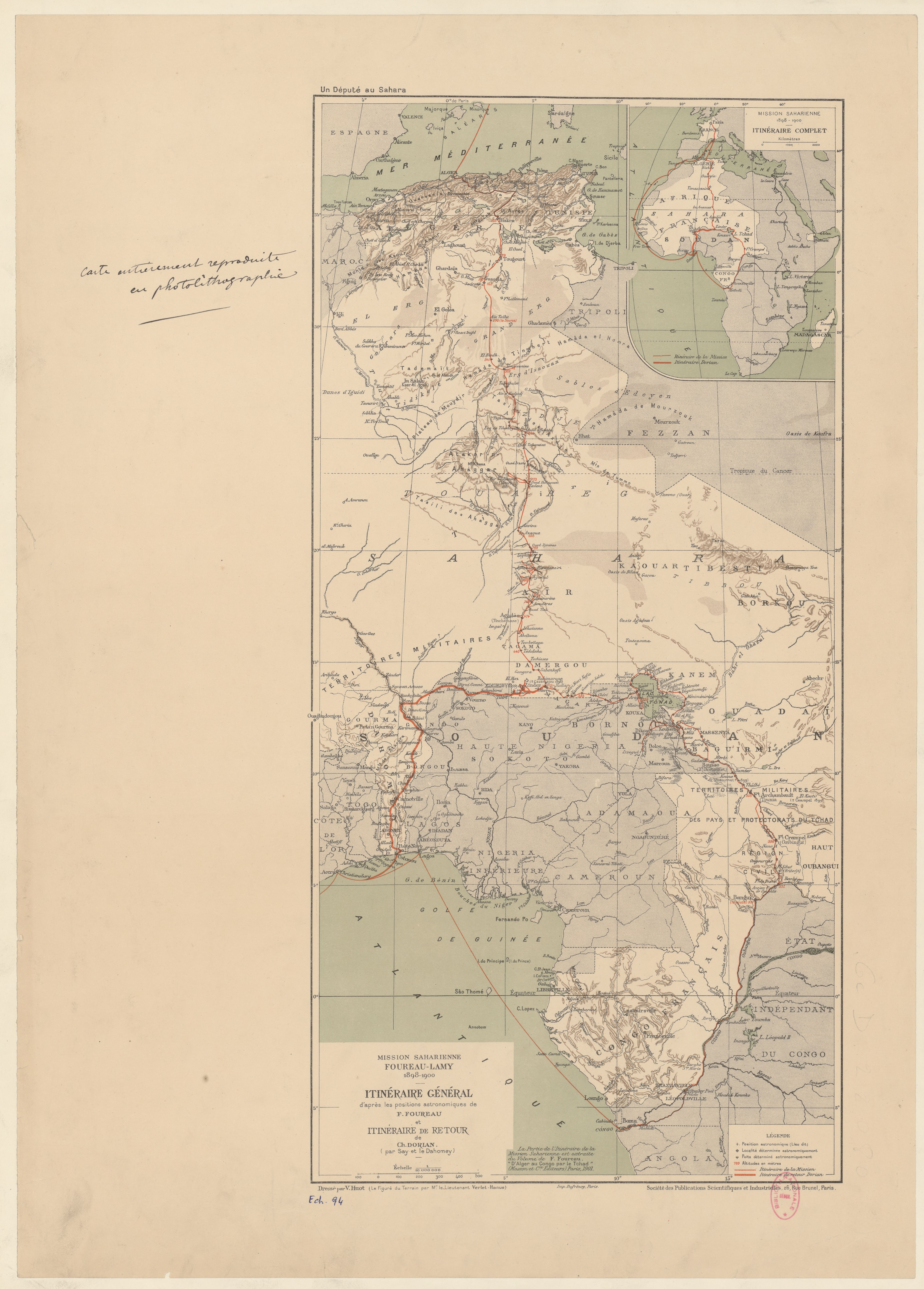
페르낭 푸로-아메데-프랑수아 라미 사하라 임무 (1890-1900) 지도

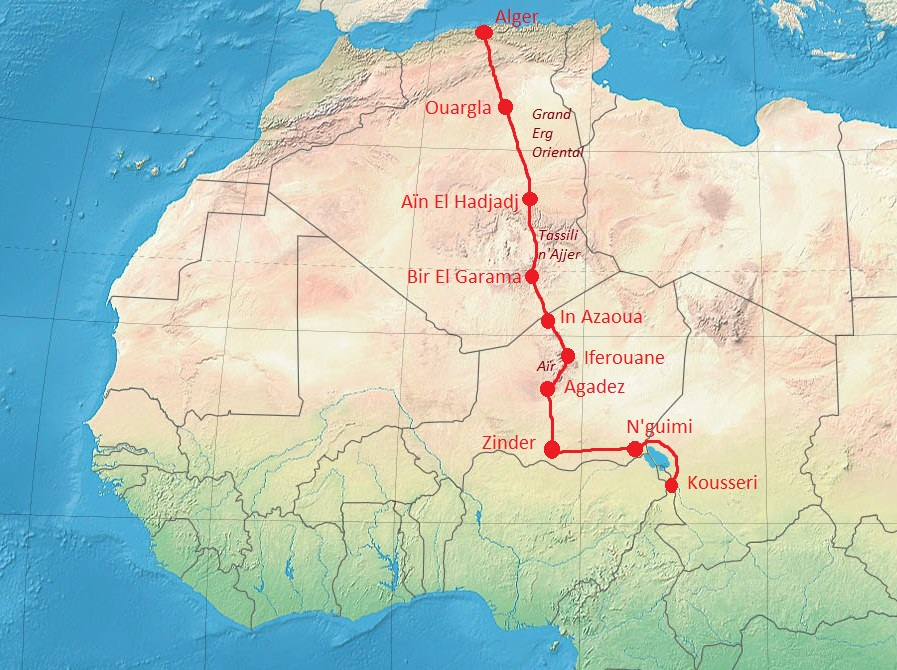
푸로-라미 임무 1898–1900

라미는 1879년 알제리 티라이외르 1연대의 소위로 군 경력을 시작했다. 그는 프랑스를 위해 사하라 사막을 탐험하고 발견했으며, 프랑스의 튀니지 점령에 참여했다. 그는 1884년 통킹으로 파견되어 1886년까지 머물렀다. 이듬해 그는 알제리로 돌아와 1887년 알제에 주둔한 사단 사령관의 부관이 되었고, 사하라에 대한 이전의 관심을 다시 시작하며 메아리스트 (낙타 기병대)의 자질을 활용하는 법을 배웠다. 사막에 매료된 그는 적게 먹고 사는 법을 배웠다. "개인적으로 저는 마시지도 먹지도 않고 살 수 있을 때 비로소 정말 행복할 것입니다. 지금은 그런 종류의 삶을 시도하고 있지만, 성공은 미미합니다. 아직도 식사 때 대추야자 6개 이상을 먹어야 합니다. 이것은 고통스럽습니다!"
1893년 라미는 르 샤틀리에 임무(중앙 콩고)에 참여하여 브라자빌과 해안 간의 철도 프로젝트를 연구하고, 식물학, 지질학, 지리학 연구를 담당했다. 알프레드 르 샤틀리에를 통해 라미는 나중에 페르낭 푸로를 만났고, 그와 함께 1898년에 푸로-라미 임무를 조직했다. 이 임무는 다른 두 원정대인 장티유 임무와 불레-샤누안 임무와 함께 차드를 정복하고 프랑스령 서아프리카의 모든 프랑스 영토를 통합하는 임무를 맡았다.

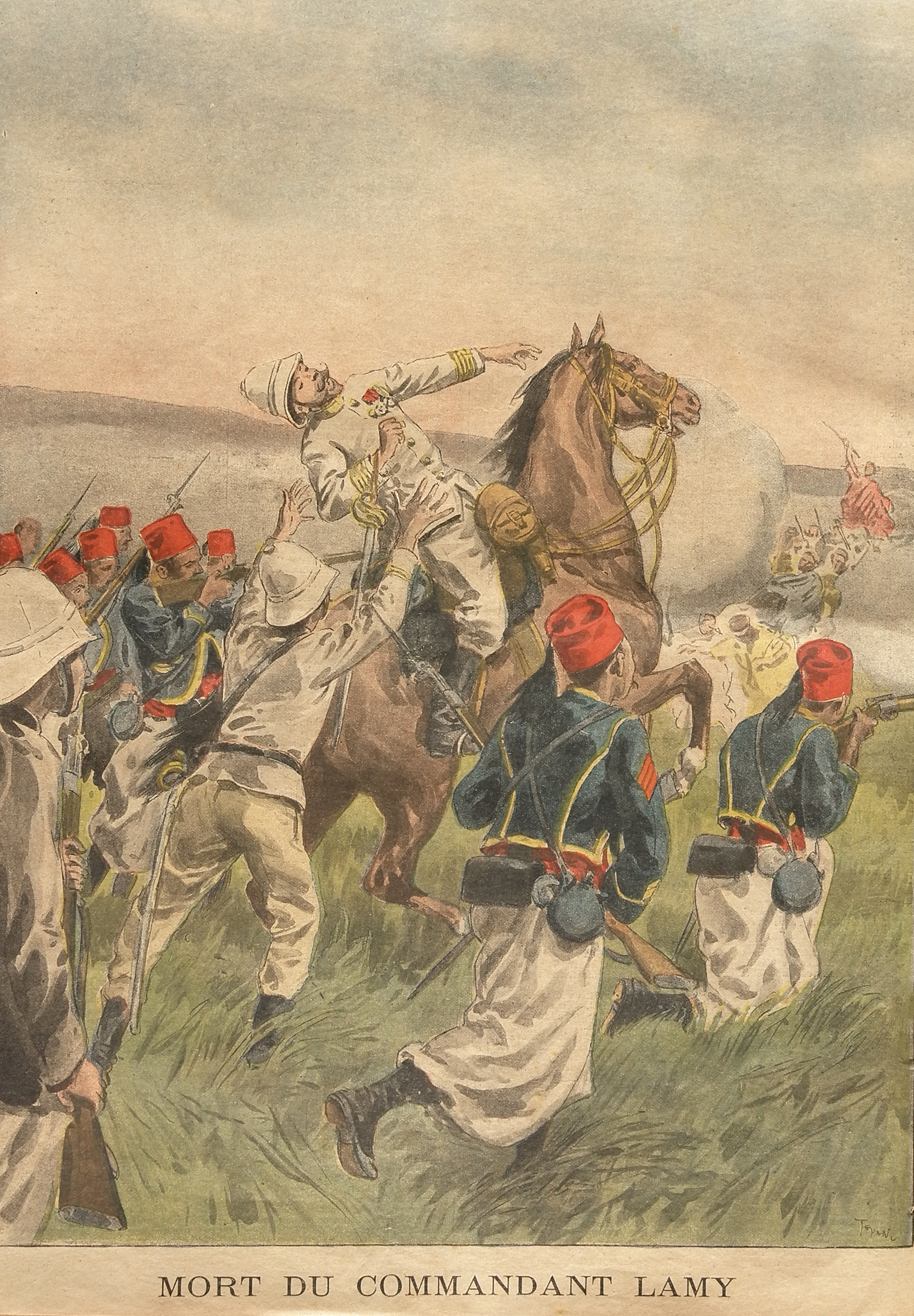
세네갈 티라이외르 부대에 둘러싸인 라미의 죽음에 대한 프랑스 신문의 시각

푸로와 라미는 알제에서 사하라를 가로질러 진행했으며, 1900년 4월 21일 쿠세리에서 다른 두 임무와 만났다. 다음날 연합된 프랑스군은 차드 분지에 제국을 건설한 수단의 군벌 라비 아즈-주바이르와 맞섰다. 뒤이은 쿠세리 전투에서 라미는 700명의 소총수와 함께 지휘했으며, 프랑스군은 압도적인 승리를 거두었지만 라미는 라비와 함께 전사했다. 그의 명예를 기리기 위해, 초대 프랑스 총독 에밀 장티유는 새로운 프랑스 영토인 차드의 수도를 포르라미라고 명명했으며, 이 이름은 1973년 은자메나로 개칭될 때까지 사용되었다.
1970년 차드는 독립 10주년 기념의 일환으로 날짜가 없는 금화 1,000프랑을 발행했다. 한쪽 면에는 군복 칼라를 한 라미의 머리상과 'COMMANDANT LAMY 1900'이라는 문구가 새겨져 있다.

## 국가 영예
- 레지옹 도뇌르 훈장 장교

## 헌정
- 포르라미, 차드의 현재 수도(은자메나, 1973년부터)는 1900년 5월 29일 에밀 장티유가 그의 기억을 기리기 위해 이 이름을 붙여 설립했다.

- 라미 사령관 기념비, 알제
- 라미 사령관 기념비, 은자메나
- 라미 사령관 기념비, 무쟁
- Place du Commandant Lamy, 06250 무쟁
- Avenue du Commandant Lamy, 06250 무쟁
- Impasse du Commandant Lamy, 06250 무쟁
- Rue du Commandant Lamy, 75011 파리
- Rue du Commandant Lamy, 92400 쿠르브부아
- Rue du Commandant Lamy, 51100 랭스
- Rue du Commandant Lamy, 06110 르카네
- Rue du Commandant Lamy, 62300 랑스
- Rue du Commandant Lamy, 89000 오세르
- Rue du Commandant Lamy, 13007 마르세유
- Rue du Commandant Lamy, 카사블랑카 모로코
- Place Commandant Lamy, 83000 툴롱
- 칸 (도시)에는 알제 거리, 오랑 거리, 콩스탕틴 거리, 본 거리가 있는 플라스 뒤 코망당 라미가 있다.

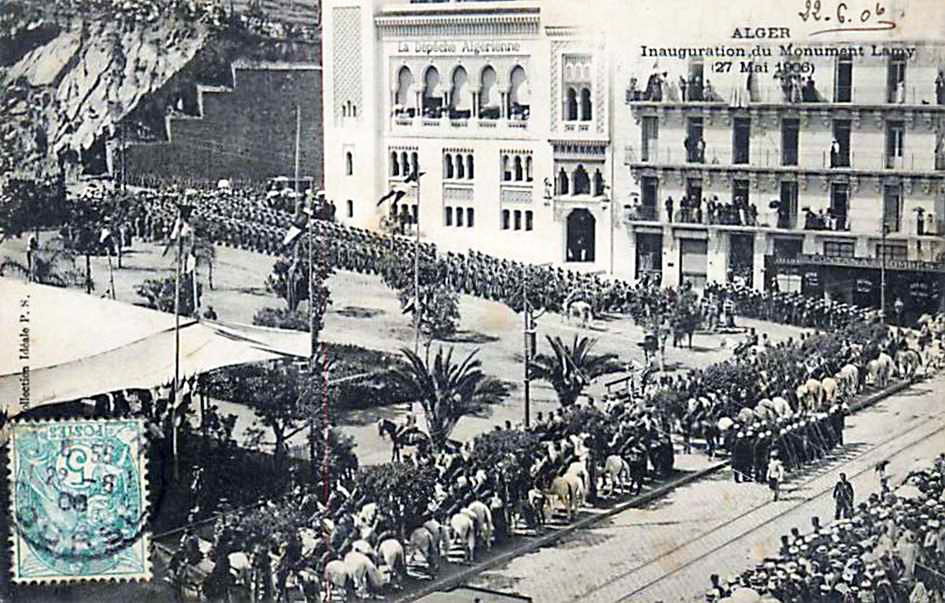
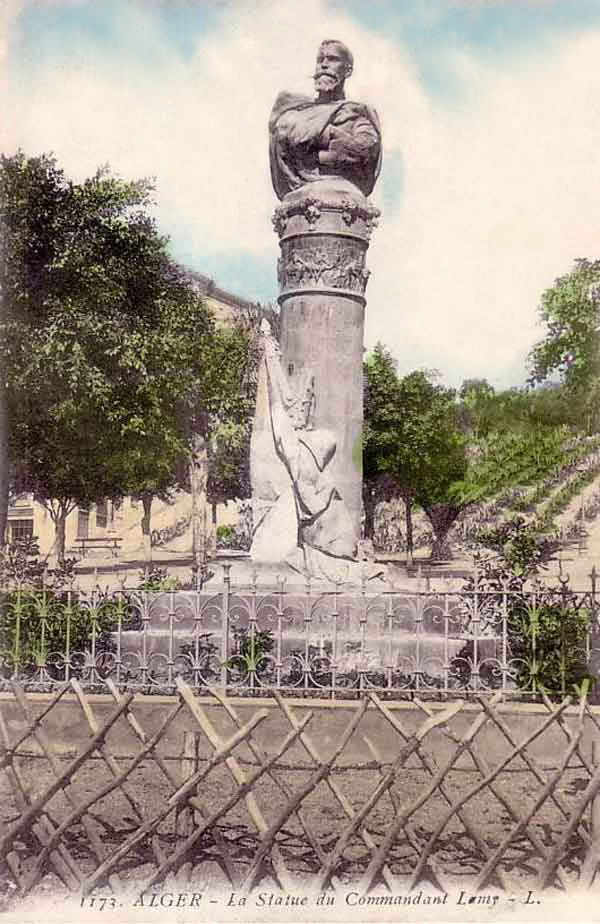
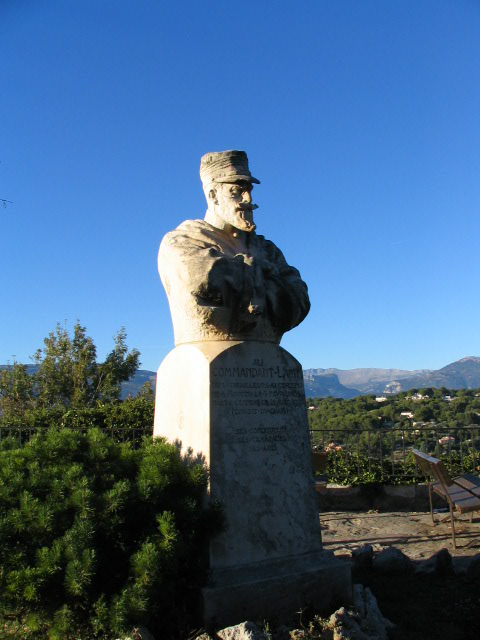

롱기용 54번지에 라미 병영이 있다.
- 알제 라미 기념비 제막식
- 알제 라미 기념비 동상
- 라미 사령관
무쟁 기념비

## 참고 문헌
- Marcel Souzy : Les coloniaux français illustres B. Arnaud Lyon vers 1940
- Gentil, Émile (1971). La chute de l'empire de Rabah. Hachette, 567–577.
- Ayakanmi Ayandele, Emmanuel (1979). Nigerian Historical Studies. Routledge, 130–131. ISBN 0-7146-3113-2.
- Pakenham, Thomas (1992). The Scramble for Africa. Abacus, 515–516. ISBN 0-349-10449-2.

## 같이 보기
- 앙리 브르토네 임무
- 토그바오 전투 1899
- 불레-샤누안 임무
- 폴 조알랑
- 에밀 장티유
- 라비 아즈-주바이르
- 쿠세리 전투